# الكم (مسورة)

تعديل مصدري - تعديل

الكم هي إحدى قرى عزلة شعيان بمديرية مسورة التابعة لمحافظة البيضاء، بلغ تعداد سكانها 56 نسمة حسب تعداد اليمن لعام 2004.